# 矢崎節夫
矢崎 節夫（やざき せつお、1947年5月5日 - ）は、日本の児童文学作家、童謡詩人、翻訳家。金子みすゞ記念館館長。

## 来歴・人物
会社員の父の長男として東京都文京区の後楽園球場近くで生まれる。童謡の好きな母親、詩の好きな小学校教諭の影響で小学4年から詩人を志す。
早稲田大学卒。詩誌『ピアノとペン』に童謡を発表。絵本、童話、子供向け伝記などを書く。
1975年『二十七ばん目のはこ』で児童文芸新人賞受賞、1982年『ほしとそらのしたで』で赤い鳥文学賞受賞。童謡詩人金子みすゞの全作品を発掘、『金子みすゞ全集』を編纂し、1984年日本児童文学学会特別賞受賞、1993年『童謡詩人 金子みすゞの生涯』で日本児童文学学会賞受賞、1994年日本童謡賞特別賞受賞。
2003年4月より金子みすゞ記念館館長。

## 金子みすゞとの関わり
大学時代に与田準一編『日本童謡集』（岩波文庫）に収録されていた金子みすゞの「大漁」を読んで衝撃を受け、みすゞについて知りたいと都内の古書店街を巡るも発見できずにいたとき、新聞で童謡を書く会の募集を見て参加、同会で知り合った幼児雑誌『チャイルドブック』の編集者から原稿取りのアルバイトを誘われ、大学1年より同社で働いた。大学3年のときに、小学生の頃より師事したいと憧れていた詩人佐藤義美から『大正昭和初期・名作24人選 - どうよう』（チャイルド本社）の解説原稿を受け取りにいった際、佐藤がみすゞの詩を同書に収録していること、みすゞと佐藤が同人誌の仲間であったこと、みすゞは同人たちの憧れの詩人であったことなどを聞く。大学卒業後、1970年に壇上春清が『金子みすゞ童謡集 繭と墓』を出版したことを聞き、檀上を訪ねて1冊入手、同書でみすゞが下関の本屋で働きながら詩を投稿していたことを知り、下関の友人に調査を依頼、下関の書店関係者からみすゞの弟が劇団若草の上山雅輔であることが判明し、上山からみすゞの遺稿集3冊と写真を預かり、1984年に『金子みすゞ全集』（JULA出版局）を刊行した。

## 主な著書
- 『二十七ばん目のはこ』（杉浦範茂画、高橋書店） 1975
- 『あめってあめ』（黒井健絵、ポプラ社） 1976
- 『おしょうがつさん』（尾崎真吾絵、ポプラ社） 1976
- 『きつねのはなびら』（山中冬児絵、旺文社） 1977
- 『ベーブ・ルース』（主婦の友社、少年少女世界伝記全集） 1977
- 『かばくんあそぼう』（金の星社） 1978
- 『ぞうのはな』（杉浦範茂絵、フレーベル館） 1978
- 『フランクリン』（集英社、母と子の世界の伝記） 1978
- 『へんてこごっこ』（旺文社ジュニア図書館） 1978
- 『おふろのなかではっくしょん』（高畠純絵、フレーベル館） 1979
- 『ゆきになったくまさん』（小野千世絵、大日本絵画巧芸美術） 1979
- 『うさこのサンタクロース』（黒井健絵、フレーベル館） 1980
- 『せんたくばさみのたび』（フレーベル館） 1980
- 『だめだめあっちゃん』（坪谷令子え、フレーベル館、タイニーシリーズ） 1980
- 『のはらのまんなかいえ一けん』（奥田怜子絵、太平出版社） 1980
- 『わにくんのたんじょうび』（小峰書店） 1980
- 『チャップリン』（ぎょうせい、世界の伝記） 1981
- 『ほしとそらのしたで』（フレーベル館） 1981
- 『ちょっきんとのさまとでたでたおばけ』（佑学社） 1982
- 『ぽっぽぉーよぎしゃ』（北田卓史絵、至光社） 1982
- 『みみこのおはよう』（JULA） 1982
- 『みみこの「はーい」』（JULA出版局） 1983
- 『みみこのゆうびん』（JULA出版局） 1983
- 『スチーブンソン』（小学館、世界の伝記 国際カラー版） 1983
- 『ねんねこたんていじけんだよ』（岡村好文え、PHP研究所） 1983
- 「ムスティべんきょう絵本」シリーズ（熊川正雄絵、小学館） 1983
- 『大どろぼうゴロン太と校長先生』（奥田怜子絵、フレーベル館） 1984
- 『ねこだにゃんごろう氏のはなし』（岡村好文絵、ひさかたチャイルド） 1984
- 『せいくんとおねしょん』（小峰書店） 1985
- 『スピードへの限りなき挑戦』（ぎょうせい、世界ノンフィクション全集） 1985
- 『かばくんのさんぽ』（小峰書店） 1986
- 『なぞのXマスだよたんていくん』（くもん出版） 1986
- 「パパとぼくのえほん」全5巻（フレーベル館） 1986
- 『ムササビと77人のなかまたち 森の忍者ムササビを守る小さな小学校』（中川雄三写真、村上金三郎絵、くもん出版、くもんのノンフィクション・愛のシリーズ） 1986
- 『うしろのまきちゃん』（フレーベル館） 1987
- 『はっくしょんしてよかばくん』（小峰書店） 1987
- 『ちいさいおかあさん』（小峰書店） 1988
- 『なぞのXとおばけだよたんていくん』（くもん出版） 1988
- 『先生のわすれられないピアノ 45年目によみがえったピアノの話』（ポプラ社） 1991
- 『ありがとうのき』（新野めぐみ絵、教育画劇） 1992
- 『でんわにでるのはだあれかな』（アリス館） 1994
- 『ひとりでもふたり』（おぼまこと絵、フレーベル館） 1994
- 『先生のピアノが歌った 二つのピアノ物語』（ポプラ社） 1996
- 『にんじゃごろべえ うみへいくぱっ!』（フレーベル館） 1997
- 『せいくんとねこ』（長新太絵、フレーベル館） 1999
- 『さくらのさくひ』（福原ゆきお絵、フレーベル館） 2000
- 『なきむしライオンのクリスマス』（サンパウロ） 2002
- 『くものはらクリーニングてん』（フレーベル館） 2003
- 『月夜の詩人吉川行雄』（てらいんく） 2007

### 「かいじんゾロ」シリーズ
- 『ブラリさんとかいじんゾロ』（旺文社） 1983
- 『かいじんゾロのてんきよほう』（旺文社） 1984
- 『かいじんゾロまたあらわれる!』（旺文社） 1984
- 『かいじんゾロのおとぎばなし大さくせん』（旺文社） 1985
- 『かいじんゾロのおばけさん大しゅうごう!』（旺文社） 1986
- 『かいじんゾロのうちゅうめだまやき大さくせん』（旺文社） 1987

### 金子みすゞ関連
- 『童謡詩人 金子みすゞの生涯』（JULA出版局） 1993
- 『明るいほうへ 金子みすゞ童謡集』（編、JULA出版局） 1995
- 『みすゞコスモス わが内なる宇宙』（JULA出版局） 1996
- 『みすゞさんへの手紙』（編、JULA出版局） 1998
- 『金子みすゞ こころの宇宙』（ニュートンプレス） 1999
- 『みすゞコスモス 2』（JULA出版局） 2001
- 『金子みすゞをめぐって Misuzu talk』（JULA出版局） 2003
- 『あなたはあなたでいいの 金子みすゞ・ことばのまど』（ポプラ社） 2005
- 『みすゞさんのうれしいまなざし』（JULA出版局） 2008
- 『みんなを好きに 金子みすゞ物語』（JULA出版局） 2009

## 翻訳・再話
- 『学生看護婦スウ』（ボイルストン原作、集英社マーガレット文庫） 1975
- 『ローズの幸福』（オルコット原作、集英社マーガレット文庫） 1976
- 『白いきば』（ジャック・ロンドン、春陽堂少年少女文庫） 1977
- 『スカーリーのえほん』（リチャード・スカーリー、小学館、カブえほん文庫） 1978
- 『りんごの木のしたで』（ゴールズワージー、ポプラ社文庫） 1979
- 『プレゼントはなあに』（A・トムパート作、J・ウォルナー画、小学館） 1980
- 『ぼくってわすれんぼう / ゆきすべり』（A・トムパート作、J・ウォルナー画、小学館） 1980
- 『さみしがりやのろば』（クリストファー・グレゴロスキー作、キャロリン・ブラウン絵、フレーベル館） 1981
- 『くまさんのともだち』（ウイルヘルム・シュローテ作・絵、フレーベル館） 1982
- 『しょうがパンのこぶた』（ダフネ・リスター詩、フレーベル館） 1983
- 『きょうりゅうくんきをつけて! こんなことにごようじんのほん』（マーク・ブラウン, ステファン・クレンスキー作、佑学社） 1984
- 『バンセスのクリスマス』（ヤン・モーエセン作・絵、フレーベル館） 1984
- 『バンセスきをつけて』（ヤン・モーエセン作・絵、フレーベル館） 1985
- 『バンセスのともだち』（ヤン・モーエセン作・絵、フレーベル館） 1985
- 『砂の妖精と5人の子どもたち』（ネスビット、ポプラ社文庫） 1985
- 『げんきなサンボ』（ヘレン・バンナーマン、世界文化社） 1986
- 『ねこのミューとブラン』（メグ・ラザーフォード作・絵、フレーベル館） 1986
- 『ねえ、まだつかないの?』（ジェイムズ・スティーブンソン作・絵、佑学社） 1987

## 参考
- デジタル版日本人名大辞典